# Album phối lại
Album phối âm, hay album phối khí, album hòa âm, album phối lại hoặc album remix là một loại album bao gồm các phiên bản remix (phối âm) hoặc phiên bản thu âm lại của một nhạc phẩm đã có sẵn. Các phiên bản remix trong album phối âm có thể là tập hợp nhiều bản remix của một hay nhiều ca khúc. Những album phối âm nổi tiếng bao gồm Blood on the Dance Floor: HIStory in the Mix của Michael Jackson, You Can Dance của Madonna, J to tha L-O! Remixes của Jennifer Lopez hay The Remix của Lady Gaga.